# Chorleywood (Metropolitano de Londres)
Chorleywood é uma estação do Metropolitano de Londres e da National Rail na Zona 7 do Travelcard. Ela é servida pela Metropolitan Line. A vila de Chorleywood fica no distrito de Three Rivers de Hertfordshire a cerca de 20 milhas (32 km) de Londres.